# Xã Hampden, Quận Cumberland, Pennsylvania
Xã Hampden (tiếng Anh: Hampden Township) là một xã thuộc quận Cumberland, tiểu bang Pennsylvania, Hoa Kỳ. Năm 2010, dân số của xã này là 28.044 người.